# Sycoscapter niger
Sycoscapter niger är en stekelart som först beskrevs av Jean Risbec 1951.  Sycoscapter niger ingår i släktet Sycoscapter och familjen fikonsteklar. Inga underarter finns listade i Catalogue of Life.